# Corba tècnica
Les corbes tècniques són aquelles que es fan mitjançant arcs de circumferència tangents entre ells. Són corbes tècniques l'oval, l'ovoide i l'espiral. L'oval i l'ovoide són formes tancades i l'espiral és una forma oberta.

## Tipus de corbes tècniques

Exemple d'una corba tècnica

- L'oval és una corba tancada, plana i formada per quatre arcs tangents de radis iguals dos a dos. Té dos eixos simètrics perpendiculars entre si. Els centres dels quatre arcs pertanyen als eixos de simetria.[2]
- L'ovoide és una corba tancada, plana formada per quatre arcs de circumferència tangents entre ells, dos dels quals són simètrics entre si. Té dos eixos de mida diferent, perpendiculars entre ells que no es bisequen. Té un sol eix de simetria i quatre centres situats en els eixos.[3]
- L'espiral és una corba oberta, formada per arcs de circumferència tangents o per punts que es desenvolupen a partir d'un punt que s'allunya progressivament en rotació respecte del centre.[4]